# Luis Rodríguez (Boxer, 1937)
Luis Manuel Rodríguez (* 17. Juni 1937 in Camagüey, Kuba; † 9. Juli 1996 in Miami) war ein kubanischer Boxer.

## Laufbahn
Rodríguez wurde 1956 Profi in Kuba, wo er zweimal Benny „Kid“ Paret schlug. Ab 1959 lebte er in Miami und trainierte bei Angelo Dundee, dessen Schützling Muhammad Ali später versuchte, seinen Stil des Konterboxens zu kopieren.
Im Dezember 1960 unterlag er erstmals knapp nach Punkten Emile Griffith. Insgesamt sollte er in seiner Karriere viermal auf Griffith treffen. Einige Monate später verlor er ebenfalls nach Punkten gegen den späteren Weltmeister Curtis Cokes.
Am 21. März 1963 gelang ihm dann im Kampf um den vereinigten Weltergewichtsweltmeistertitel ein Punktsieg über Griffith, es blieb jedoch sein einziger Erfolg gegen ihn, im direkten Rückkampf musste er die Titel wieder an ihn abgeben. Auch eine weitere Titelchance in der vierten und letzten Begegnung mit Griffith am 12. Juni 1964 konnte er nicht nutzen.
Den Mittelgewichtler Rubin Carter bezwang er 1965 zweimal. Auch Bennie Briscoe, einen weiteren sehr bekannten und schlagkräftiger Boxer im Mittelgewicht, besiegte er 1967 zweimal. George Benton, Holley Mimms, Tom Bethea und Bobby Cassidy waren weitere namhafte Gegner.
1969 bekam er eine letzte Weltmeisterschaftschance, als er in Italien gegen den Titelverteidiger Nino Benvenuti um den vereinigten Mittelgewichtstitel boxen durfte. Er konterte den Konterboxer zunächst gekonnt aus, bis er mit einem einzigen linken Haken k. o. geschlagen wurde.
1972 beendete Rodriguez seine Karriere.
Das „Ring Magazine“ wertet ihn als drittbesten kubanischen Profiboxer aller Zeiten (nach Kid Chocolate und Kid Gavilán) und als besten reinen Techniker. 1997 fand Rodríguez Aufnahme in die International Boxing Hall of Fame.